# Sugar Mountain (Lied)
Sugar Mountain ist ein Lied von Neil Young, das er am 12. November 1964, seinem 19. Geburtstag, in Fort William komponierte, wo er mit seiner Band The Squires auf Tour war. Die Texte erinnern an seine Jugend in Winnipeg.

## Veröffentlichungen
Die erste bekannte Aufnahme des Songs wurde am 15. Dezember 1965 für eine Demo-Aufnahme bei Elektra Records in New York City gemacht; diese Version erschien auf Early Years von The Archives Vol. 1 1963–1972. 
Die erste offizielle Veröffentlichung war eine Live-Aufnahme vom 10. November 1968 im Canterbury House in Ann Arbor. Diese Aufnahme wurde als B-Seite von Youngs Single The Loner 1969 und 1970 erneut als B-Seite von Cinnamon Girl veröffentlicht. Erst 1977 fand sich das Lied auf einem Album, der 3-LP-Compilation Decade. Eine CD / DVD-Veröffentlichung des Canterbury House-Auftritts wurde 2008 mit Sugar Mountain - Live im Canterbury House 1968 als Teil von Youngs laufender Archives Performance-Reihe veröffentlicht. Diese Aufnahme enthält den ersten Stereo-Mix von Sugar Mountain.
Young nahm das Lied im Februar 1969 im Rahmen einer Reihe von Live-Shows auf dem Riverboat in Toronto erneut auf; diese Version ist in den Archive Performance Series Live at the Riverboat 1969 enthalten. Eine weitere Live-Aufnahme ist der erste Titel des Albums Live Rust von 1979.

## Songtext
Joni Mitchell, die mit Neil Young befreundet war, führte ihren Song The Circle Game in einem Konzert in der Royal Albert Hall am 29. Oktober 1970, mit den Worten ein:

„1965 war ich in Kanada und dort war ein Freund von mir, der gerade eine Rock'n'Roll-Band verlassen hatte (...), der gerade 21 Jahre alt geworden war, und das bedeutete, dass er nicht mehr in sein Lieblingslokal durfte, eine Art Teeny-Bopper-Club, und wenn du über 21 bist, kamst du da nicht mehr rein. Er fühlte sich wirklich schrecklich an, weil seine Freundinnen und alle, mit denen er sich treffen wollte, seine Band immer noch dorthin gehen konnte, weißt du, aber es war eines der Dinge, die ihn dazu trieben, ein Folksänger zu werden, dass er nicht mehr in diesem Club spielen konnte. (...) Also schrieb er dieses Lied mit dem Titel "Oh, auf dem Zuckerberg zu leben", das eine Klage über seine verlorene Jugend war. (...) Und ich dachte, Gott, weißt du, wenn wir 21 werden und danach nichts mehr ist, ist das eine ziemlich trostlose Zukunft, also schrieb ich ein Lied für ihn und für mich, um Hoffnung zu geben. Es heißt The Circle Game.“

Auf dem Bootleg-Album Live on Sugar Mountain, das wenige Tage nach dem Konzert veröffentlicht wurde, spricht Young ausführlich über den Songtext: 

„Ursprünglich schrieb ich 126 Strophen. Nun, Sie können sich vorstellen, dass ich große Schwierigkeiten hatte herauszufinden, welche vier Strophen ich final verwenden sollte ... Ich war unter der Treppe ... Jedenfalls diese Strophe, die ich schrieb ... Es war die schlimmste der 126, die ich schrieb. Also beschloss ich, sie in das Lied aufzunehmen, um allen einen Rahmen zu geben, was passieren kann. Was ich hier zu sagen versuche, indem ich aufhöre in der Mitte des Liedes und wenn ich es dir erkläre, ist das ... Ich denke, es ist einer der lahmsten Verse, die ich je geschrieben habe. Aber wenn ich mit dem Singen fertig bin und ihr den Refrain 'Sugar Mountain' super laut mitsingt, vergesse ich es und wir können weitermachen."“